# Investigación del usuario (videojuegos)
La investigación del usuario en videojuegos o Games User Research (GUR) en inglés es el campo empírico que se dedica a estudiar la experiencia de usuario en el ámbito en los videojuegos. Su función principal consiste en analizar y evaluar la viabilidad del diseño teniendo como objetivo el entendimiento del usuario.

## Diferenciación de la investigación del usuario tradicional
El aspecto más diferenciado entre ambos tipos de investigación es su complejidad, ya que el desarrollo de un videojuego tiene en cuenta muchos más aspectos que el de cualquier otro software o web.
La investigación del usuario tradicional tiene dos objetivos principales, los cuales son entender el contexto del usuario, sus problemas o necesidades y proponer una solución en forma de producto o servicio, así como probar la usabilidad de este y entender la experiencia que tiene el usuario con la intención de obtener datos útiles para su mejora.
La investigación del usuario en el campo de los videojuegos, sin embargo, no tiene en cuenta el primer objetivo de la tradicional debido a que los problemas que aborda están directamente relacionados con la experiencia del usuario y no con el entendimiento previo de sus necesidades.

## Proceso

### Contexto
Esta primera fase consiste en definir los elementos que van a ser estudiados para contextualizar la investigación.

### Problema
Una vez contextualizada la investigación, se debe definir el problema. Para ello se pueden usar preguntas, hipótesis o incluso objetivos a los que se quiere llegar con dicha investigación.

### Concepto o marco teórico
Esta fase consiste en hacer una selección de los conceptos teóricos que van a resultar útiles para realizar el estudio y definirlos, utilizando fuentes válidas y fiables. De esta manera la información necesaria para la investigación estará bien organizada y en las fases posteriores se podrá recurrir a ella de manera eficiente.

### Métricas o indicadores
Una vez definido el marco teórico, se deben definir los indicadores que permitirán analizar los problemas definidos en la segunda fase. Estos indicadores dependen del problema a analizar. Si se está estudiando un aspecto emocional, por ejemplo, un indicador útil es la expresión de la cara del usuario, mientras que si se está estudiando la jugabilidad se puede usar como indicador el tiempo que el usuario necesita para finalizar un nivel.

### Métodos
Para poder analizar los indicadores definidos previamente, se deben utilizar todos aquellos métodos que resulten útiles para cada uno de dichos indicadores.
Existen diversos métodos, como el playtesting, el think-aloud, la entrevista, la encuesta o la biometría, entre otros. Cada uno de ellos permitirá analizar unos aspectos determinados y, por lo tanto, proporcionarán tipos de datos distintos.

### Análisis de resultados
En esta fase se analizan todos los datos recogidos durante los diversos métodos que se han seguido y se comparan o se relacionan con el objetivo de detectar patrones, ya sea de comportamiento del usuario o de errores en el propio juego, para más adelante poder obtener conclusiones válidas.

### Conclusiones
Para finalizar la investigación, se deben definir las conclusiones obtenidas y comunicarlas al equipo de desarrollo para que puedan aplicarlas al diseño y así mejorar la experiencia de los usuarios.

## Métodos

### Métodos cuantitativos
Las investigaciones del tipo cuantitativo proporcionan siempre datos numéricos, de manera que son siempre analizados mediante métodos matemáticos y estadísticos. Por tanto, este tipo de metodología es útil para medir comportamientos y patrones.

#### Encuesta
Se utiliza para obtener información de un grupo representativo de personas. Consiste en ofrecer a los participantes un formulario con diversas preguntas específicas y simples, cada una de ellas relacionada con un concepto en particular que se desea estudiar, y después obtener conclusiones generales.
Los datos que se obtienen de una encuesta provienen siempre del recuerdo de la experiencia por parte del usuario y no de la experiencia directamente. Por esta razón, es adecuada para conocer las preferencias del usuario, su opinión, sus sensaciones, sus motivaciones o su percepción sobre diversos aspectos del videojuego, entre otros, pero no para entender la propia experiencia o cómo un aspecto determinado afecta al jugador.
Generalmente, la encuesta se utiliza como complemento a otros métodos y se realiza posteriormente a éstos.

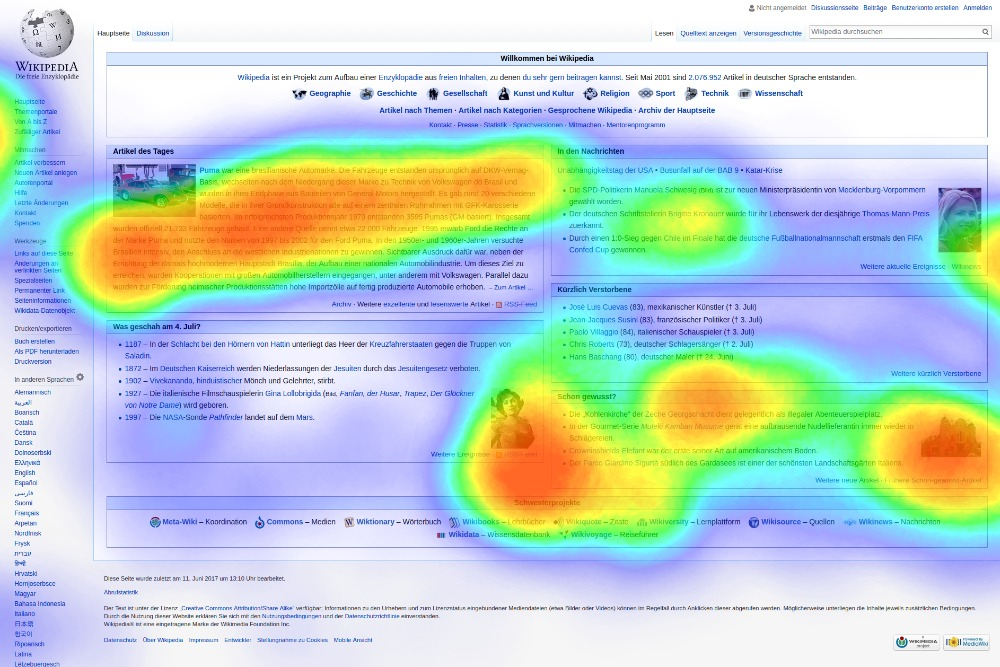
Visualización de las zonas de la pantalla a las que el usuario dirige la vista con más frecuencia.

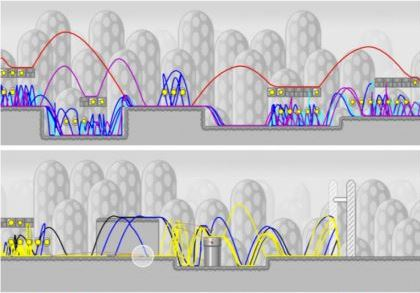
Visualización del movimiento que ha seguido el jugador en el nivel.

#### Análisis de datos
Este método utiliza los datos obtenidos directamente del sistema o los servidores del videojuego y sirve principalmente para estudiar aspectos de comportamiento y monetización. De esta manera no sólo podemos entender cómo y por qué se dan ciertas situaciones, sino también con qué frecuencia.
Algunos ejemplos de conceptos que se estudian en este método son la economía interna del juego, el nivel de dificultad, las preferencias de los usuarios hacia los diferentes modos de juego o personajes, la motivación y la participación. Además, el análisis de datos también es útil para detectar jugadores tramposos.
Las técnicas más comunes para visualizar estos datos son las tablas o gráficos, el mapa de calor, la visualización de movimiento y los análisis de redes.

#### Biometría
En este tipo de método se busca obtener medidas y cálculos relacionados con el cuerpo del usuario, es decir, cambios en procesos fisiológicos como el latido del corazón, la conductividad eléctrica de la piel, la frecuencia de la respiración o el movimiento de los ojos, entre otros.
Estos métodos son apropiados para detectar emociones involuntarias en el usuario que este no sea capaz de detectar por sí mismo, ya que esta es la única manera de detectarlas.
Algunos ejemplos de sensores o métodos biométricos son la electroencefalografía, la electromiografía, la respuesta galvánica de la piel, la electrocardiografía o el seguimiento de ojos.

### Métodos cualitativos
Al contrario que los métodos cuantitativos, los cualitativos no usan datos numéricos, sino que implican el uso del lenguaje así como de imágenes, fotografías u observaciones. Por ello, los datos que proporcionarán estos métodos serán útiles para entender determinados comportamientos y actitudes del usuario.

#### Playtesting
Es el método más utilizado y la actividad más importante dentro de todo el proceso de desarrollo de un videojuego, debido a la gran cantidad de datos que proporciona a los desarrolladores para detectar errores y darles solución antes de su salida al mercado.
El playtesting implica la observación sistemática bajo condiciones controladas para determinar la forma en la que los usuarios juegan al videojuego. Para que la sesión proporcione el mayor número de datos útiles y válidos posible, se debe prestar atención no sólo a la propia experiencia del usuario, sino también a otros aspectos como problemas de usabilidad y del funcionamiento del juego, entre otros. Asimismo, para que los datos obtenidos sean válidos y fiables, las sesiones se deben realizar de manera que la experiencia del usuario en éstas sea lo más parecida posible a la que se daría en condiciones reales, esto es, a lo que experimentaría un usuario jugando, por ejemplo, en su habitación o en el salón de su casa, y sin nadie observándolo y estudiando su comportamiento. Por esta razón es recomendable que, durante las sesiones de playtesting, tanto los observadores como los desarrolladores se sitúen en una habitación separada y la observación se realice a través de cámaras y micrófonos.
Existen diversos lugares en los que se pueden llevar a cabo estas sesiones, tales como el propio estudio de la empresa, un laboratorio especializado en playtesting, un lugar público (como centros comerciales o eventos), la casa del propio participante y vía online.
Los conceptos más comunes que pueden ser estudiados mediante el playtesting son tales como las mecánicas y el equilibrio del juego, la estética y la narrativa, la usabilidad tanto de la interfaz visual como de los controles, las emociones y aspectos motores (habilidad física que necesita el jugador) y de cognición.
En función de los objetivos que tenga una sesión de playtesting, esta se clasifica en dos tipos de preparación antes de su inicio. El primer tipo es el llamado general setup, en el cual el usuario comienza a jugar desde el inicio del juego, incluyendo el tutorial si este existe. El segundo tipo es conocido como custom game setup y, a diferencia del anterior, consiste en omitir ciertos niveles o puntos del juego haciendo que el usuario comience a jugar en niveles más avanzados o juegue una versión del juego personalizada con el objetivo de que pruebe un aspecto específico. En muchos casos, es útil utilizar ambos tipos de sesión de playtesting para observar una misma situación desde diferentes ángulos, como por ejemplo observar cómo los usuarios reaccionan a un nivel del juego habiendo jugado otro nivel anterior o sin haberlo hecho, y así poder hacer comparaciones.

#### Think-aloud
Es una variante del playtesting, por lo que ambos métodos tienen un gran número de similitudes. La diferencia entre playtesting y think-aloud está en que en el segundo se pide al usuario que exprese verbalmente sus pensamientos, sensaciones, acciones y experiencias durante la sesión de juego. De esta manera se obtienen más datos ya que no sólo se observan las acciones del usuario sino que además se comparan con lo que este piensa en el mismo momento de realizar cada acción.
Por consiguiente, este método resulta apropiado para entender lo que piensa el usuario, la razón por la que realiza ciertas acciones o posibles errores que de otra manera no se habrían observado. Además, proporciona información sobre las sensaciones del usuario en tiempo real. No obstante, el think-aloud puede tener algunos inconvenientes. Algunos usuarios pueden tener dificultades para jugar y hablar a la vez, por lo que puede resultarles más difícil jugar que en condiciones normales. Asimismo, comunicar los pensamientos propios mientras se juega no es una situación real, por lo que la experiencia durante la sesión de think-aloud no será la misma para el usuario que en condiciones reales y, por esta razón, los datos obtenidos pueden resultar inválidos.

#### Entrevista
Es el método más utilizado para obtener datos sobre aquello que los usuarios piensan o sienten o sobre sus motivaciones. Consiste en realizar diversas preguntas a los participantes, siendo la mayoría abiertas, para después comparar sus respuestas y obtener conclusiones generales.
Los datos que se obtienen en una entrevista provienen siempre del recuerdo de la experiencia por parte del usuario y no de la experiencia directamente. Por esta razón, es útil para lo mencionado anteriormente y para conocer las preferencias del usuario, su opinión o su percepción sobre la usabilidad, la dificultad o el equilibrio del juego, entre otros, pero no para entender la propia experiencia o cómo un aspecto determinado afecta al jugador.
Generalmente, la entrevista se utiliza como complemento a otros métodos y se realiza posteriormente a éstos.

#### Focus group
Funciona de manera similar a la entrevista, con la diferencia de que la sesión se lleva a cabo con más de un participante simultáneamente. Durante la sesión, el moderador pide a los participantes que compartan sus experiencias y sus opiniones.